# Észak-Macedónia hadereje

## Észak-Macedónia haderejének néhány összefoglaló adata
- Katonai költségvetés: 76,3 millió amerikai dollár, a GDP 2,17%-a.
- Teljes személyi állomány:12 850 fő
- Tartalékos: 48 000 fő
- Mozgósítható lakosság:  548 183 fő, melyből 442 053 fő alkalmas katonai szolgálatra 2001-ben.

## Szárazföldi erő: 11 300 fő
Állomány:
- 2 hadtest törzs:
  - 7 dandár (4 gyalogos, 3 gépesített)
  - 1 gárda dandár
  - 1 határőr dandár
  - 1 vegyes tüzér ezred
  - 1 műszaki ezred

### Fegyverzet
- 120 db harckocsi (T–55, T–72)
- 51 db felderítő harckocsi (BRDM–2, HMMWV)
- 10 db (MBP-2) páncélozott gyalogsági harcjármű
- 217 db páncélozott szállító jármű (BTR–70, BTR–80, M113, TM–170)
- tüzérségi lövegek: 271 db 105 mm-es és 122 mm-es vontatott
- 145 db 120 mm-es aknavető
- 43 db sorozatvető

## Folyami erők
Eszközök:
- 5 db vízijármű

## Légierő, légvédelem: 800 fő
Állomány:
- harci repülőgép: 4 db (Szu–25)
- harci helikopter: 10 db (Mi–24)
- szállító helikopter: 9 db (Mi–8, Mi–17, UH–1)
  - 2008. január 12-én lezuhant egy macedón Mi–17 Katlanovsko Blace település közelében, a gép teljesen kiégett. A Bosznia-Hercegovinából hazafelé tartó, katonákat szállító gép fedélzetén tartózkodó 11 fő meghalt, a földön civil áldozat nem volt. A repülőesemény oka egyelőre ismeretlen.
- szállító repülőgép: 5 db (A–2, C–12, Learjet).

Légvédelmi eszközök:
- Néhány 9K34 Sztrela–3 és SA–16 Gimlet indító.

## Félkatonai erők
- Rendőrség: 7600 fő.